# Avund
|  | Wiktionary har en ordboksartikel om avund. |

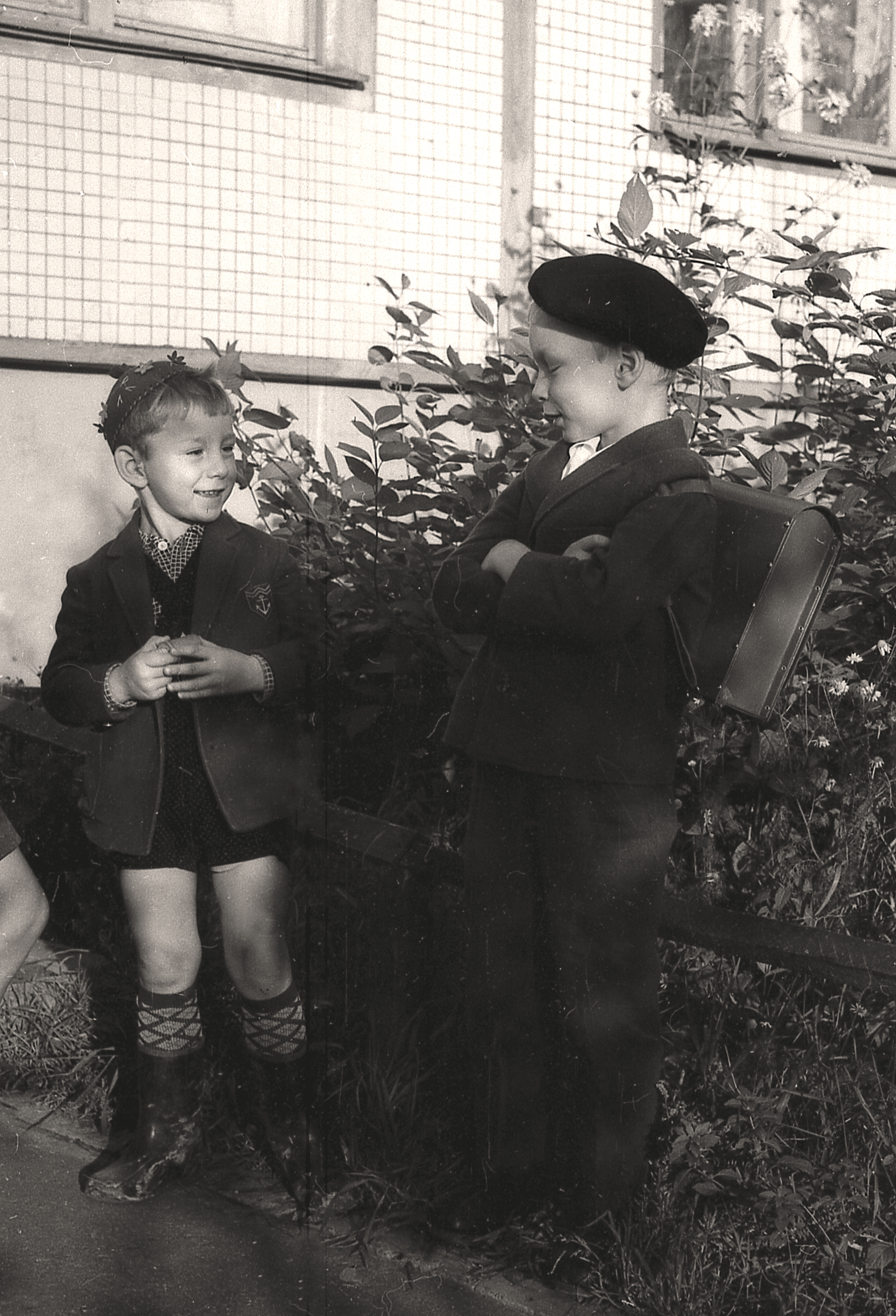
Avund och självbelåtenhet.

Avund är en känsla som uppstår när en person saknar någon annans (förmodad) överlägsna egenskap, prestation eller innehav, och antingen önskar sig det eller önskar att den andra personen inte hade det. 
Avund kan bero på dålig självkänsla som är resultatet av en uppåtgående social jämförelse som hotar en persons självbild: en annan person har något som den avundsjuke tycker är viktigt att ha.
Om den andra personen upplevs vara lik den avundsamme, blir den framkallade avunden särskilt intensiv, eftersom det signalerar till den avundsjuke att det lika gärna kunde varit han eller hon som besatt det önskade föremålet.
Bertrand Russell sade att avund var en av de mest potenta orsakerna till olycka. Det är en universell och mest olycksaliga sidan av den mänskliga naturen, eftersom en avundsjuk person inte bara blir olycklig av sitt avund, utan önskar även att tillfoga olycka på andra. Trots att avund i allmänhet betraktas som något negativt, trodde Russel också att avund var en drivande kraft bakom utvecklingen mot demokrati och måste uthärdas för att uppnå ett mer rättvist socialt system.
Ordet avund kommer från fornsvenskans afund med betydelsen 'harm' eller 'fiendskap'. Avund är enligt den kristna skolastiken en av de sju dödssynderna.